# Traunsee
A Traunsee 191 méteres mélységével Ausztria legmélyebb tava. Felső-Ausztriában található, melynek a második legnagyobb tava az Attersee után.
A környező községek Ferienregion Traunsee néven turisztikai régiót alkotnak, és a Salzkammergut részét képezik.

## Földrajz
A tó környezete meglehetősen változatos. A keleti part meredek és nehezen megközelíthető, ezért ritkán lakott. A Traunstein (1691 m) és más nehezen megközelíthető hegyek uralják. A nyugati partot kiterjedt rétek és középhegységi tájak jellemzik. A mérsékelten vagy erősen erdősült magaslatok 700-1100 m magasságig emelkednek (pl. Gmundnerberg, Grasberg, Richtberg). Délnyugaton emelkedik a Höllengebirge a Feuerkogellel és a Langbathseennel, délkeleten pedig a Totes Gebirge az Offenseevel. Mindkettő a Mészkőalpok tipikus karszthegysége.
A Traun délen, Ebenseenél folyik a Traunseebe és északon, Gmundennél hagyja el azt.

## Fordítás
- Ez a szócikk részben vagy egészben a Traunsee című német Wikipédia-szócikk ezen változatának fordításán alapul.  Az eredeti cikk szerkesztőit annak laptörténete sorolja fel. Ez a jelzés csupán a megfogalmazás eredetét és a szerzői jogokat jelzi, nem szolgál a cikkben szereplő információk forrásmegjelöléseként.